# Blaž Ćuk
Blaž Ćuk (Krašić,  2. veljače 1915. – Karlovac, 4. lipnja 1975.) hrvatski slikar i likovni pedagog

## Životopis
Blaž Ćuk, hrvatski akademski slikar, rođen je u Krašiću 1915.  gdje je završio pučku školu. S jedanaest godina upisao je franjevačku gimnaziju u Varaždinu, a nakon toga studij teologije u Zagrebu. 
Ljubav prema likovnosti i crtanju s vremenom se razvio u želju za studijem slikarstva, pa provodi godinu dana u Münchenu, pohađajući kod slikara Konrada Schmid-Meila, sljedbenika francuske škole, privatni tečaj crtanja, kao pripremu za polaganje prijamnog ispita na Akademiji likovnih umjetnosti.
Nakon toga, paralelno sa studiranjem teologije, upisuje 1939. godine i studij na Akademiji likovne umjetnosti u Zagrebu.
Na Akademiji izučava studije glave u tehnici olovke i ugljena kod Omera Mujadžića, akt kod Joze Kljakovića, a na trećoj je godini u slikarskoj klasi Vladimira Becića.
1943. godine napušta svećeništvo.
Diplomirao je na Akademiji 1944. i upisao grafičku specijalku kod Tomislava Krizmana, ali ju je ubrzo, zbog materijalnih neprilika, bio prisiljen napustiti.
1945. se zaposlio u Gospiću na Učiteljskoj školi/Gimnaziji, te tako započinje vrlo uspješan pedagoški rad. (Osniva tamo i kazalište lutaka, te vodi radionicu izrade lutaka.)
1953. godine dolazi u Karlovac, nastavlja pedagoški rad najprije na osnovnoj školi, a ubrzo nakon toga na Gimnaziji, kao profesor likovne umjetnosti (i latinskog jezika), sve do teške bolesti, 1970. godine.
Njegov pedagoški rad bio je vrlo cijenjen od struke (predstavnik likovnih pedagoga na kongresu INSEA - Međunarodno udruženje za odgoj i obrazovanje putem umjetnosti - u Pragu 1966. godine; suradnja s prof. Josipom Rocom, dugogodišnjim najistaknutijim hrvatskim likovnim pedagogom).
Čitavo vrijeme, paralelno s likovnim pedagoškim radom, vrlo se intenzivno bavio i autorskom umjetničkom praksom.

## Umjetnički opus
U gospićkoj fazi (1945. – 1952.) Ćuk najviše crta – obnovu grada, ljude na radu, ponekad pejzaž. Također – plakate, letke...
Nastale su i skromne slike ličkog pejzaža, malog formata, slikane često na kartonskim koricama nekog fascikla... (To su bila vremena kada je i materijal za slikanje bilo teško nabaviti.)

Karlovačku fazu obilježava njegovo umjetničko zrenje u tehnici ulja na platnu, ali posebno u tehnici akvarela, koja je svojom lirskom prirodom savršeno odgovarala njegovoj tihoj i samozatajnoj ljudskoj prirodi, kao i motiv vode, tipičan za njegovo slikarstvo. 

Ćuk je crtao/slikao i portrete, i mrtvu prirodu, ali najveći i najkvalitetniji dio njegovog opusa čine pejzaži, s gotovo obaveznim motivom vode – najčešće karlovačkih rijeka.

Ćuk je izraziti pejzažist i akvarelist, koji je upravo u toj tehnici ostvario niz vrhunskih slikarskih momenata, a likovni kritičar Nikola Albaneže za njega kaže (izvor: Katalog izložbe Blaž Ćuk; autor: Nikola Albaneže; izdavač:Gradski muzej Karlovac; Karlovac, 1996.):
„Nažalost, Ćuk ne ulazi u širi vidokrug kritike i ponavlja sudbinu nekolicine skoro zaboravljenih umjetnika, nedovoljno istraženih opusa. Zajednički im je i skroman život na rubu događanja – redovito izvan našeg likovnog središta - Zagreba, te se za njih već uvriježio Gamulinov izraz „veličina skromnih“, kojim on, kao nazivnikom, obuhvaća zapostavljena imena onih čiji se životopisi najčešće vežu uz gimnazijska središta, baš kao i u slučaju Blaža Ćuka.“

## Izložbe
Tijekom života ostvario je 10-ak opsežnih samostalnih izložaba slika (Karlovac, Gospić, Duga Resa), a sudjelovao je također na mnogobrojnim kolektivnim izložbama članova HDLU-a u Zagrebu, grupnim izložbama karlovačkih slikara, likovnim kolonijama, ličkim likovnim analima u Gospiću i Otočcu...
Velike retrospektivne izložbe održane su postumno u Karlovcu - 1978. (prenesena i u Gospić) i 1996. godine.  
Mnogobrojne njegove slike su u vlasništvu galerija, muzeja i institucija s karlovačkog i gospićkog područja, u privatnim zbirkama, te u obiteljskom vlasništvu.

## Vanjske poveznice
- http://www.gmk.hr/Odjeli%20i%20zbirke/Galerijski%20odjel  Arhivirana inačica izvorne stranice od 14. lipnja 2017. (Wayback Machine)
- http://www.mdc.hr/hr/mdc/zbirke-fondovi/zbirka-muzejskih-plakata/pregled-zbirke-plakata/blaz-cuk,6782.html